# Baby Blues
Baby Blues es un cómic norteamericano creado por Rick Kirkman y Scott Jerry, hecho el 7 de enero de 1990 y publicado por la agencia King Features Syndicate en 1995. la tira muestra la vida de la familia MacPherson y específicamente en la crianza de los tres niños de la familia.
Cuando la tira se publicó, la familia MacPherson consistió en los personajes de Wanda y Darryl MacPherson y el recién nacido Zoe. La primera tira se llevó a cabo en la sala de hospital poco después del nacimiento de Zoe, Más tarde se añaden dos hijos más Hammie, el hijo del medio y el único hijo, y Wren. Tanto Kirkman y Scott se han influenciado de sus propias experiencias de crianza de sus hijos, como una fuente para el contenido del cómic.
Se adaptó una serie de televisión producida por Warner Bros y emitida los domingos por Adult Swim de Cartoon Network. Es una adaptación de la tira cómica homónima, creada en 1990. La serie fue cancelada tras sólo exhibir 13 episodios emitidos, por los pocos televidentes. Baby Blues se estrenó el 28 de julio de 2000, y terminó el 10 de marzo de 2002.

## Personajes

### Los MacPhersons
- Darryl MacPherson: El padre. trabaja como gerente de oficina, a veces es inconsciente el estado del agotamiento de su esposa Wanda. En varias tiras, Zoe, Wren y Hammie esperar a recibirlo justo cuando llega a casa del trabajo.
- Wanda MacPherson: La madre. A pesar de que originalmente tenía un trabajo, ella optó por ser madre y ama de casa, después nacen sus hijos. Sin embargo, ella se frustra y siente envidia de las mujeres a las que considera como mejores madres, le teme a las serpientes, Ella a veces ve a sus hijos como una molestia, pero en el fondo los ama. A menudo ella entra en acción sin pensarlo dos veces, como cuando vio a una mujer golpeó a su hijo en medio de la tienda de comestibles y rápidamente intervino con lo cual ella se metió en una pelea con la mujer en cuestión. Más tarde se preguntó a así misma, si hizo lo correcto o no.
- Zoe MacPherson: La Hija. Ella tiende a quejarse más sobre lo que hace su madre Wanda, ella le gusta mucho echarle la culpa por las cosas por Hammie, incluso cuando ella es quien realmente hizo algo mal. tiene nueve años. Originalmente en el cómic, su segundo nombre era Jennifer, pero una tira publicada el 9 de abril de 2007, identificó al final su segundo nombre fue cambiado a Madison.
- Hamish MacPherson: El hijo. usualmente lo llaman Hammie, Él le gusta y siente entusiasmo por los camiones como lo demuestra en varias tiras. Cuando él era un bebe Sus primeras palabras fueron "buh-topadora" y "bazooka", para gran consternación de Wanda. A menudo le gusta informar cuando su hermana zoe, se burla o le intimida, pero en general se enoja con menos frecuencia que Zoe. También le gusta ver a Zoe meterse en problemas o que ella pierda la paciencia en cualquier situación. sin hacer nada por sí mismo, le pusieron ese nombre después de su tatara-tatara-abuelo, que fue llamado "Ham", tiene seis años.
- Wren MacPherson: La bebe. Ella no parece ser tanto una molestia como sus hermanos mayores. Wren es una bebé muy curiosa. A menudo ella se sube en la parte superior de las cosas o se apropia de cualquier cosa que ve. Sus primeras palabras fueron (en Primera "Ma" y "da" y, finalmente, "No").

### Personajes secundarios
- Bush Y Bunny: Bush y su esposa Bunny. los vecinos, Bunny siente envidia por Wanda, casi todos los personajes del vecindario sienten apatía por Bunny.
- Yolanda Y Mike: Yolanda y su esposo Mike, son amigos íntimos de los MacPherson. ellos tienen dos hijos: Keesha y Dziko. apodado como Dizzy.
- Rhonda Wizowski: La niñera. Disfruta de la vida de ser una mujer soltera, excepto cuando se le da un tiempo difícil por no tener hijos y establecerse, por su madre. Por lo general se muestra como la niñera cuando Wanda y Darryl salen y dejan al cuidado de sus hijos. Ella fue demostrado recientemente tener una relación en línea con una persona de nombre Thom, quien llamó erróneamente como Linda (Él dijo: "Te amo, Linda") y eso le ha causado enojo, que ella le derramo vino a su computador; ella rompió con él.
- Hugh y Maggie Wizowski: Los parientes de Wanda.
- Mac y Pauline MacPherson: Los parientes de Darryl.
- Keesha: La amiga y vecina de Zoe, ambas son las mejores amigas.
- Trent: Amigo de Hammie, ellos son amigos desde el preescolar.
- Bethany: Amigo de Zoe, que nunca es visto u oído y sólo se menciona de Zoe. el hizo una fiesta en su casa y por alguna razón no invitó a Zoe.

## Cronología
Los niños en la serie Baby Blues, van creciendo. como la tira va progresado con el tiempo, aunque a un ritmo más lento que en tiempo real. Kirkman y Scott han declarado que la línea de tiempo es acerca de una relación de 3 a 1. A partir de 2014. Zoe, Hammie y Wren cumplen entre los 9, 6 y 1 1/2 años, respectivamente.

## Libros
| Título                                                                | Año                | ISBN              |
| --------------------------------------------------------------------- | ------------------ | ----------------- |
| Baby Blues: Esto va a ser más difícil de lo que pensábamos.           | Abril de 1991      | 0-8092-3996-5     |
| Ella lo comenzó!                                                      | Septiembre de 1992 | 0-8092-3266-9     |
| Supongo que no lo hicieron tomar una siesta?                          | Marzo de 1993      | 0-8362-1715-2     |
| Pensé que el trabajo terminó cuando el bebé nació                     | Marzo de 1994      | 0-8362-1744-6     |
| Estamos experimentando dificultades de los padres, por favor..esperen | Marzo de 1995      | 0-8362-1781-0     |
| La Noche de los muertos vivientes                                     | Marzo de 1996      | 0-8362-1310-6     |
| Vi a Elvis en el Ultrasonido                                          | Septiembre de 1996 | 0-8362-2130-3     |
| Uno más y estamos en inferioridad numérica!                           | Marzo de 1997      | 0-8362-2692-5     |
| Comprueba, Por Favor...                                               | Marzo de 1998      | 0-8362-5423-6     |
| Amenazas, sobornos y cintas de vídeo                                  | Agosto de 1998     | 0-8362-6750-8     |
| Si yo soy una ama de casa, ¿Por qué estoy siempre en el coche?        | Marzo de 1999      | 0-8362-7845-3     |
| Levantada y separada                                                  | Marzo de 2000      | 0-7407-0455-9     |
| Yo no debería tener que gritar más de una vez!                        | Agosto de 2000     | 0-7407-0557-1     |
| La maternidad no es para débiles                                      | Marzo de 2001      | 0-7407-1393-0     |
| Baby Blues: Acustico                                                  | Marzo de 2002      | 0-7407-2323-5     |
| Papá al hueso                                                         | Agosto de 2002     | 0-7407-2670-6     |
| Nunca un momento en seco                                              | Marzo de 2003      | 0-7407-3304-4     |
| ¡Dos más! uno es suficiente                                           | Marzo de 2004      | 0-7407-4140-3     |
| Playdate: Categoría 5                                                 | Septiembre de 2004 | 0-7407-4665-0     |
| Nuestro servidor está abajo!                                          | Octubre de 2005    | 0-7407-5445-9     |
| Algo Chocolate Viene                                                  | Abril de 2006      | 0-7407-5686-9     |
| La cartera llena de Baby Blues                                        | Abril de 2007      | 0-7407-6355-5     |
| Turno Nocturno                                                        | Octubre de 2007    | 0-7407-6842-5     |
| Mi espacio                                                            | Marzo de 2009      | 0-7407-8089-1     |
| No Estamos Solos                                                      | Mayo de 1996       | 0-8362-1325-4     |
| Los super-absorbentes, biodegradables, Familia Baby Blues             | Septiembre de 1997 | 0-8362-3657-2     |
| Diez años y todavía en pañales                                        | Agosto de 1999     | 0-7407-0008-1     |
| El trasero desnudo Baby Blues                                         | Agosto de 2001     | 0-7407-1852-5     |
| De pared a pared Baby Blues                                           | Agosto de 2003     | 0-7407-3811-9     |
| Conducir bajo la influencia de los Niños                              | Mayo de 2005       | 0-7407-5005-4     |
| Enmarcado!                                                            | Septiembre de 2006 | 0-7407-6194-3     |
| El día acústico golpeado en: Baby Blues vuelven a la escuela          | Septiembre de 2008 | 0-7407-7738-6     |
| Paternidad extrema                                                    | Abril de 2008      | 0-7407-7097-7     |
| El Trastorno Natural de las Cosas                                     | Octubre de 2009    | 0-7407-8540-0     |
| Es un Niño                                                            | Febrero de 2010    | 978-0-7407-9166-6 |
| Es una Niña                                                           | Febrero de 2010    | 978-0-7407-9167-3 |
| Nosotros llegamos primero                                             | Abril de 2010      | 978-0-7407-9111-6 |
| Emboscada! En la Sala de Familia                                      | Octubre de 2010    | 978-0-7407-9740-8 |
| ¡Corten!                                                              | Abril de 2011      | 978-1-4494-0182-5 |
| Comer, Llorar, Cagar                                                  | Noviembre de 2011  | 978-1-4494-1458-0 |
| Garabatos de una exposición                                           | Mayo de 2012       | 978-1-4494-0972-2 |
| BBXX: Baby Blues: Las Primeras Dos Décadas                            | Octubre de 2012    | 978-0-7407-9828-3 |
| casa de locos                                                         | Noviembre de 2013  | 978-1-4494-3724-4 |
| El tiempo, más alto y pegajoso: La Colección de Baby Blues            | Noviembre de 2014  | 978-1-4494-5825-6 |

## Serie de televisión
En el año 2000, Baby Blues fue adaptado para serie animada, que se emitió en la WB Television Network, producida por Warner Bros. Television y Warner Bros. Animation (con el sello Rough Draft Studios de 4 episodios) por algunas semanas en el verano, a partir del 28 de julio de 2000, al 25 de agosto de 2000. La versión animada destacados como Darryl y Wanda, Zoe, elevar, el bebé. como su primer hijo, a diferencia de la historia del cómic en el momento en que mostró Zoe como la hermana mayor de Hammie.
La serie de televisión Baby Blues difiere de la tira cómica, centrándose en la relación de Darryl y Wanda con los Bittermans, una familia vecina y con tres hijos (Rodney, Megan, y Shelby), Kenny, co Darryl del trabajo, y Bizzy, la niñera de Zoe. Rick Kirkman y Scott Jerry tenían poco control creativo sobre la versión animada.
El canal WB normalmente transmite al aire dos episodios cada semana, lo que permite ocho episodios diferentes que se muestra en el largo de cinco semanas, pero abandonó sus planes de mostrar al aire episodios adicionales que se habían completado. Anteriormente se dejaron de transmitir episodios inéditos que se mostraron más tarde por Cartoon Network en su bloque Adult Swim y el canal canadiense Teletoon. La serie fue cancelada después de 13 episodios. Se produjo una segunda temporada con 13 episodios producidos, pero nunca salieron al aire.